# Rough Trade Records
Rough Trade Records ist ein britisches Plattenlabel.

## Geschichte

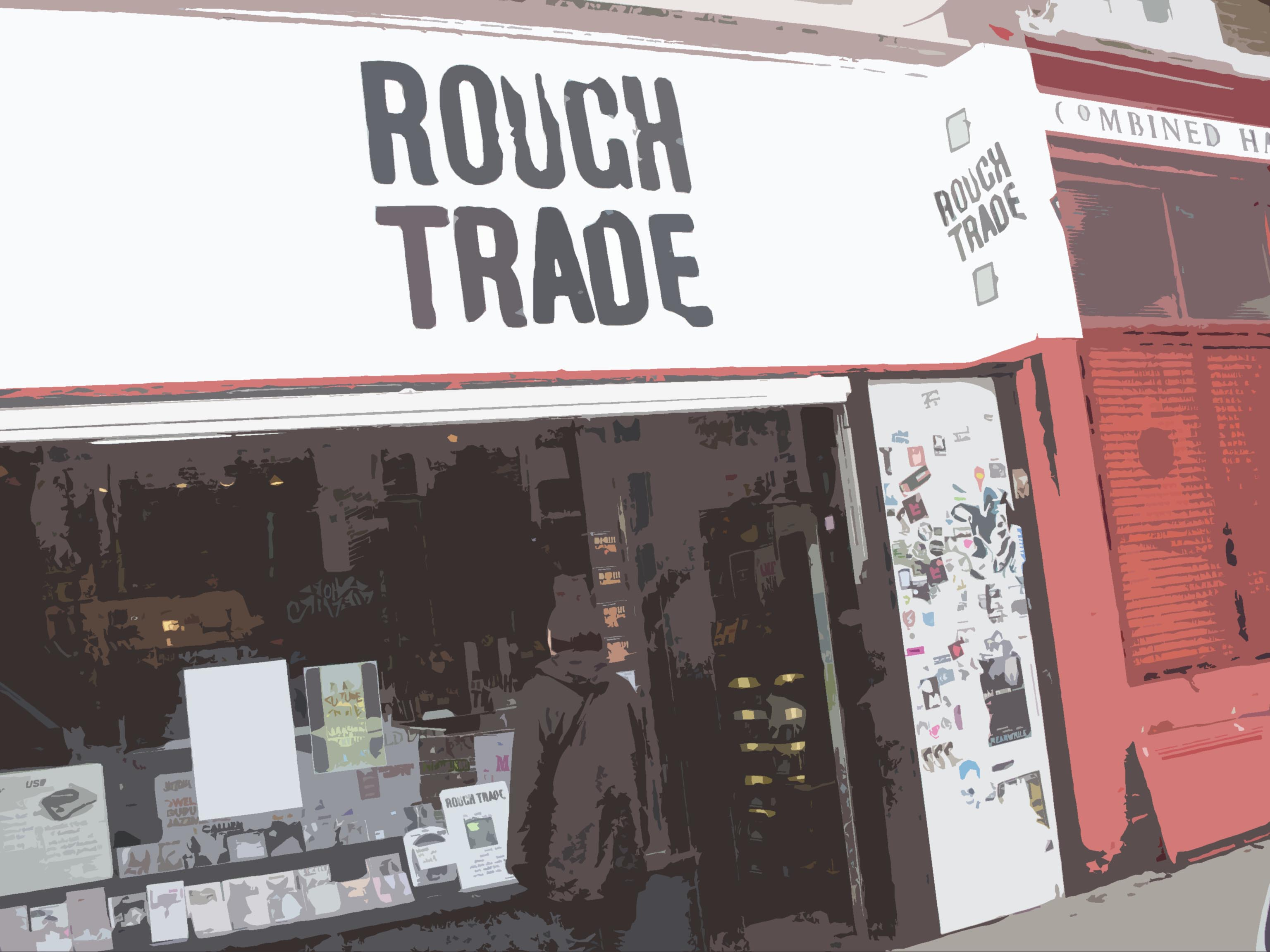
Laden von Rough Trade

Die Firma wurde 1976 von Geoff Travis im Westen Londons als Plattenladen gegründet, entwickelte sich aber 1978 zu einem Plattenlabel. Das Label spezialisierte sich hauptsächlich auf Post-Punk und alternativen Rock der späten 1970er und frühen 1980er. In den späten 1980ern schlug die Firma neue Wege ein, indem sie das nach ihr benannte Album von Lucinda Williams veröffentlichte.
Geoff Travis gründete in den 1980er Jahren zusammen mit Warner Brothers das Label Blanco y Negro Records. Nachdem der Vertrieb The Cartel, dem Rough Trade in Großbritannien zugehörig war, Anfang der 1990er Jahre in Konkurs ging, gab es das Label für einige Zeit nicht mehr und die Master-CDs gingen an One Little Indian Records. Nur der deutsche Vertrieb in Herne unter den Geschäftsführern Kurt Thielen und Heino Drecker war weiter aktiv, da er sich rechtzeitig vom Mutterhaus in London abgespalten hatte. Ende der 1990er wurde der deutsche Vertrieb von Zomba Records, einem der BMG zugehörigen Label, gekauft.
Anfang des neuen Jahrtausends kaufte sich Geoff Travis die Markenrechte vom englischen Label zurück und startete Rough Trade Records in einem Joint Venture mit Sanctuary Records erfolgreich neu. Unter anderem sorgte das Label für Wirbel mit Bands wie The Strokes, The Libertines und besonders in Deutschland mit Adam Green. Nach dem Verkauf von Sanctuary Records an die Universal Music Group ging Rough Trade Records im Juni 2007 ein Joint Venture mit Beggars Banquet Records ein.

## Musiker bei Rough Trade Records
- Aberfeldy
- Adam Green
- Babyshambles
- Belle & Sebastian
- British Sea Power
- Cabaret Voltaire
- Carter USM
- Casper
- Chris & Cosey
- Hugh Cornwell
- Kimya Dawson
- The Decemberists
- Delta 5
- Cara Dillon
- The Fall
- Frank Black
- Fredrik Forsberg
- David Kitt
- Kleenex
- The Libertines
- Lora Logic
- Low
- Métal Urbain
- The Moldy Peaches
- The Pop Group
- Eddi Reader
- Scritti Politti
- Sleaford Mods
- The Shamen
- The Slits
- The Smiths
- SOAK
- Spizz Energi
- Stiff Little Fingers
- Sugarcubes
- Television Personalities
- Emilíana Torrini
- James Blood Ulmer
- Robert Wyatt
- Warpaint
- Young Marble Giants

### Rough Trade UK
- The Strokes
- The Feelies

### Rough Trade Deutschland

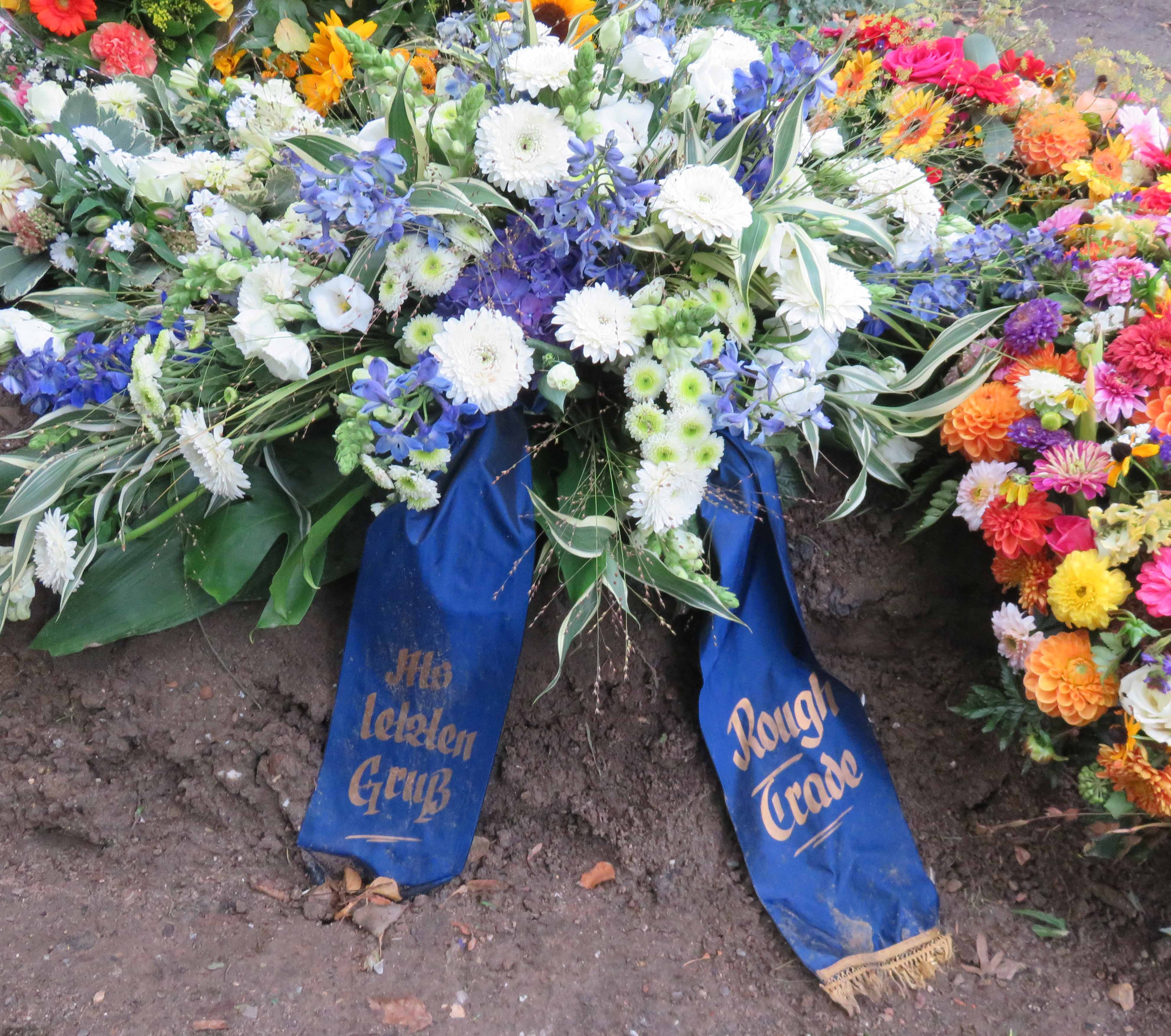
Trauergesteck des Plattenlabels Rough Trade Records auf dem Grab des im September 2017 verstorbenen Avantgarde-Musikers Holger Czukay

Im April 2008 wurde Rough Trade Deutschland von der Kölner Firma Groove Attack übernommen. Die Marke Rough Trade Distribution sollte erhalten bleiben. Nach der Übernahme von Groove Attack gehört Rough Trade nun zu Believe.
Ein Auszug der wichtigsten Labels und Künstler, die von Rough Trade vertrieben werden:
- Katie Melua (Label: Dramatico)
- Paul Kalkbrenner (Label: BPitch Control)
- Maxïmo Park (Label: Warp)
- Franz Ferdinand (Label: Domino Records)
- Eva Cassidy (Label: Blix Street)
- Editors (Label: PIAS)
- Tiësto (Label: Black Hole)
- Joe Bonamassa (Label: Mascot)
- Placebo (Label: PIAS)
- Arctic Monkeys (Label: Domino Records)
- Philipp Poisel (Label:Grönland Records)
- Sara Noxx (Label: Prussia Records)
- I-Fire
- Faun (Label: Curzweyhl)
- Geist
- Trancemaster (Compilation, Label: Vision Soundcarriers)
- Trailerpark
- Edzard Hüneke (Label: Miao Records)